# Rhynchopyga ichneumonea
Rhynchopyga ichneumonea är en fjärilsart som beskrevs av Felder 1869. Rhynchopyga ichneumonea ingår i släktet Rhynchopyga och familjen björnspinnare. Inga underarter finns listade.